# Izabella (festmény)
Az Izabella John Everett Millais brit festő 1849-ben festett képe, az első, amelyet a preraffaeliták művészeti irányzat megalapítása után készített. A festményt 1849-ben állították ki először, jelenleg a liverpool-i Walker Art Gallery gyűjteményében található.

## A téma
A festmény alapján John Keats 1820-ban írt szerelmi költeménye adja, az 'Isabella, amely maga Boccaccio Decameronjából merít. Izabella gazdag középkori kereskedők nővére, aki beleszeret Lorenzóba, bátyjai alkalmazottjába. A festmény azt a pillanatot ábrázolja, amikor egy közös étkezés során Izabella bátyja rájönnek nővérüket az alkalmazottjukhoz fűző romantikus viszonyra, és elhatározzák, hogy meggyilkolják Lorenzót, hogy Izabellát egy vagyonos nemesúrhoz adhassák feleségül.
A képen Lorenzó egy félbevágott vérnarancsot ad a szürke ruhát viselő Izabellának - a gyümölcs a lenyakazás egyik szimbóluma és arra utal, hogy Izabella levágta Lorenzó fejét, miután megtalálta szeretője holttestét.
Izabella bátyjai vele szemben ülnek, az egyik megrovóan nézi a lányt, a másik pedig belerúg az Izabella térde között heverő kutyába. A testvére erőszakosságát jelképezi az egyik szék karfáján ülő ragadozó madár, az asztalon egy felborult sótartó és a diótörő. A szerelmesek feje fölötti oszlopon fehér rózsa (ártatlanság) és golgotavirág látható.
A témát Millais és preraffaelita kollégája, William Holman Hunt elkezdte feldolgozni, de csak Millais jutott túl a vázlatok szintjén és készült el a festményével. Mindkét festő a korai középkori festészetre jellemző torz perspektívát és szögletes testtartásokat használt, amely a preraffaeliták stílusának egyik jellemző vonása lett.

## Kompozíció és stílus
Millais készakarva eltorzított perspektívában festette meg a képet, az asztal jobb oldalát természetellenesen meghosszabbította, míg az ott ülő figurákat egymáshoz lapította. A preraffaeliták stílusában a képről száműzte a chiaroscurót, a fény és árnyék átmenetét, amit a kép jobb oldalán látható szolgáló fekete ruhája és fehér kendője közötti teljes átmenet hiánya is jelez. A szolgáló alfele viszont szinte eltűnik, mivel nadrágja szinte teljesen beleolvad a háttérbe.
Millais nagy gondot fordított arra, hogy minden egyes figurának önálló egyéniséget adjon. A preraffaeliták stílusában nagy gondot fordított a képen látható mintázatok megfestésére, illetve kis kép-a-képben utalások megfestésére. Izabella székén egy térdeplő alak faragott képe látható, alatta pedig a "PRB" (Pre-Raphaelite Brotherhood) kezdőbetűk. Az alakok előtt heverő tányérokból aprólékosan megfestett arcok néznek fel az étkezőkre.
A kép kompozícióját az erőszakon báty kinyújtott lába, és az alatta megbillenő szék borítja fel, amellett, hogy Millais természetellenesen zsúfoltan helyezi el az asztal mellett a figurákat.

## Fordítás
- Ez a szócikk részben vagy egészben  az   Isabella (Millais painting) című angol Wikipédia-szócikk fordításán alapul.  Az eredeti cikk szerkesztőit annak laptörténete sorolja fel. Ez a jelzés csupán a megfogalmazás eredetét és a szerzői jogokat jelzi, nem szolgál a cikkben szereplő információk forrásmegjelöléseként.

## Külső hivatkozások
- Birmingham Museums & Art Gallery's Pre-Raphaelite Online Resource Archiválva 2009. május 29-i dátummal a Wayback Machine-ben - Az Izabella előkészületeit dokumentáló ceruzarajzok megtalálhatók a birminghami Pre-Raphaelite Online Resource gyűjteményben.